# Yemei hodaa
 (février 2024).
Si vous disposez d'ouvrages ou d'articles de référence ou si vous connaissez des sites web de qualité traitant du thème abordé ici, merci de compléter l'article en donnant les références utiles à sa vérifiabilité et en les liant à la section « Notes et références ».
Les yemei hodaa ou yemei hodaya (hébreu : ימי הודאה ou ימי הודיה, « jours de reconnaissance ») sont des temps fixés par les rabbins en souvenir d’un évènement exceptionnel vécu comme un miracle divin en faveur du peuple d’Israël. 
Entièrement ouvrés, ils se distinguent des jours ordinaires par leur atmosphère joyeuse et se caractérisent par l’intercalation d’un paragraphe intitulé al hanissim dans la bénédiction hodaa de la prière.